# 紀念鈔
紀念鈔票是為了紀念特別日子或喜慶事件而發行的紙幣。如果發行量有限及不會加印，其升值潛力或有保障。

## 各地發行的紀念鈔票

### 中國大陸

#### 2008年夏季奧林匹克運動會紀念鈔票
為慶祝2008年夏季奧林匹克運動會的舉行，中國人民銀行、中銀香港及中國銀行澳門分行分別發行2008年夏季奧林匹克運動會紀念鈔票，中國發行量為600萬張。香港方面，港幣紀念鈔票的發行量為400萬張，由2008年7月16日至31日發售，奧運紀念鈔票的銷售收入在扣除面值金額及相關費用後（包括奧運特許權費、設計、印製、裝幀、銷售等成本），所有淨收益將撥捐中銀香港慈善基金、香港公益金及其他香港慈善團體。而澳門推出400萬張面值20元奧運紀念鈔票，與香港的紀念版同日發售。其中146萬套會在澳門24間中銀分行發售，每名澳門居民限買各款組合一套。首階段只限澳門居民購買，至7月底結束，次階段則公開發售。 

### 香港

#### 渣打銀行150元紀念鈔票
為慶祝「渣打香港150週年」，渣打銀行於2009年10月1日起，限量發行100萬張面額150元的紀念鈔票，屬全球首創。這些150元紀念鈔由渣打香港行政總裁洪丕正簽名。

#### 中國銀行百年華誕紀念鈔票
為慶祝中國銀行百年華誕，中銀香港特別發行「中國銀行百年華誕紀念鈔票」。紀念鈔面值為港幣100元，以紅色為主色調。此次紀念鈔甫推出便引發香港市民瘋狂排隊購買。

### 馬來西亞
2017年12月馬來西亞國家銀行為了紀念馬來亞獨立日60週年而特別發行了該類紀念鈔。該紀念鈔面值為60令吉與連體鈔版本和600令吉，其中600令吉紀念鈔曾被評為“世界最大的鈔票”。